# Тонаки, Фуна
Фуна Тонаки (яп. 渡名喜 風南; род. 1 августа 1995) — японская дзюдоистка, чемпионка мира 2017 года в весовой категории до 48 кг, серебряная призёрка Олимпийских Игр 2020.

## Биография
Фуна Тонаки выиграла свой первый международный титул среди молодежи, выиграв Чемпионат Азии U21 в Хайнане в 2013 году и чемпионат мира в той же возрастной категории в 2015 году в Абу-Даби. В том же, 2015 году, она достигла своих первых крупных результатов в международных соревнованиях, заняв второе место в Гран-при Будапешта, а затем выиграла Гран-при Циндао.
В следующем году она выиграла бронзовую медаль на чемпионате Азии в Ташкенте, а затем выиграла свой первый турнир большого шлема, турнир «Тюменский Большой шлем». В конце года она заняла третье место в другом турнире Большого шлема, на соревнованиях в Токио.
2017 год она начинает с победы на Гран-при Дюссельдорфа. Во время чемпионатов Азии в Гонконге, она показала пятый результат.
На чемпионате мира в Будапеште, она завоевала титул, и стала лучшей в 2017 году в категории до 48 кг.
На чемпионате мира 2018 году в Баку, защищая свой титул, уступила в финале украинской спортсменке Дарье Белодед и завоевала серебряную медаль.
На предолимпийском чемпионате мира 2019 года, который проходил в Токио завоевала серебряную медаль, уступив в поединке за золото украинской спортсменке Дарье Белодед.
В первый день соревнований на летних Олимпийских играх в Токио, в весовой категории до 48 кг, Фуна дошла до финала, в котором уступила спортсменке из Косово Дистрию Красничи и завоевала серебряную медаль Олимпиады.